# Pacyficzka żałobna
Pacyficzka żałobna (Pomarea iphis) – gatunek małego ptaka z rodziny monarek (Monarchidae). Występuje na Ua Huka (Markizy, Polinezja Francuska). Krytycznie zagrożony wyginięciem.

## Taksonomia
Po raz pierwszy gatunek opisali Robert Cushman Murphy i Gregory Mathews w 1928 na łamach American Museum Novitates. Nowemu gatunkowi nadali nazwę Pomarea iphis, akceptowaną obecnie (2021) przez Międzynarodowy Komitet Ornitologiczny. Holotyp pozyskano 16 listopada 1922. Niegdyś pacyficzkę żałobną dzielono na dwa podgatunki, nominatywny i P. i. fluxa, na przykład w Check-list of birds of the world z 1986. Obecnie pacyficzka okopcona (P. fluxa) uznawana jest za odrębny gatunek. Epitet gatunkowy iphis nawiązuje do Ifis, postaci z mitologii greckiej.

## Morfologia
Długość ciała wynosi około 17 cm. Wymiary szczegółowe dla 9 samców i 6 samic: długość skrzydła wynosi 90–96 mm, długość ogona – 72–81 mm, długość górnej krawędzi dzioba – 17 mm, długość skoku – 27–28 mm, długość środkowego palca z pazurem – 18–19 mm. Samiec ma upierzenie w większości czarne, wyróżnia się biały brzuch i pokrywy podogonowe. Tęczówka ciemna (brązowa), występuje szara obrączka oczna. U samicy obecny biały kantarek i brew, jasno obrzeżone pokrywy uszne o ciepłej, brązowej barwie. Grzbiet, barkówki, kuper i pokrywy nadogonowe są cynamonowobrązowe. Lotki oliwkowobrązowe z płowymi zewnętrznymi krawędziami. Pokrywy skrzydłowe oliwkowobrązowe. Spód ciała białawy, na gardle i policzku czarno paskowany, po bokach tułowia i w okolicach kloaki z płowym nalotem.

## Zasięg, ekologia i zachowanie
Pacyficzka żałobna jest endemitem Ua Huka (Markizy, Polinezja Francuska). Środowiskiem życia przedstawicieli gatunku są wszystkie wilgotne, rdzenne lasy na niskich i średnich wysokościach na południu wyspy, lokalnie występują na wschodnim wybrzeżu wyspy w suchych nizinnych lasach z Pisonia grandis. Gniazdują na wysokości 30–650 m n.p.m., niegniazdujące osobniki obserwowano do 840 m n.p.m. Pacyficzki żałobne gniazdują w gęstych zaroślach. Zbierają bezkręgowce z gałęzi lub łapią je w zacienionych obszarach pod gęstą roślinnością. Okres lęgowy trwa przeważnie od czerwca do listopada. Pacyficzki żałobne aktywnie bronią terytoriów. Gniazdo budują z włókien roślinnych, sierści i puchu roślinnego. Umieszczają je 3–15 m nad ziemią w rozwidleniu dużego drzewa. Jedno z opisanych gniazd, umieszczone 3 m nad podłożem na mango, miało około 10 cm średnicy i 7 cm wysokości. W gniazdach widywano jedno lub dwa młode.

## Status i zagrożenia
IUCN uznaje pacyficzkę żałobną za gatunek krytycznie zagrożony (CR, Critically Endangered) od 2017. Wcześniej w latach 2006–2016 gatunek otrzymywał rangę narażonego (VU, Vulnerable), podobnie jak i w 1996; w 2000, 2004 i przed 1996 był nieklasyfikowany. Zagrożeniem dla tych ptaków jest niszczenie środowiska przez wypas bydła i kóz oraz pożary. Ponadto niektóre regiony wyspy objęto wycinką celem uzyskania miejsca dla rozwoju rolnictwa i turystyki. Na Ua Huka występują również zdziczałe koty.